# Violettes impériales (opérette)
Pour les articles homonymes, voir Violettes impériales.
 (juin 2010).
Si vous disposez d'ouvrages ou d'articles de référence ou si vous connaissez des sites web de qualité traitant du thème abordé ici, merci de compléter l'article en donnant les références utiles à sa vérifiabilité et en les liant à la section « Notes et références ».
Personnages
- Don Juan (baryton)
- Violetta  (soprano)
- Eugénie (rôle parlé)
- Séraphina (Mezzo-soprano)
- Rosette  (soprano)
- Picadouros  (trial)
- Estampillo (baryton)
- Loquito (baryton)

Violettes impériales est une opérette en deux actes et 17 tableaux de Vincent Scotto, inspirée du film de Henry Roussel, avec des paroles de Paul Achard, René Jeanne et Henri Varna et une orchestration de Jacques Météhen.

## L'histoire de sa création
En 1947, Henri Varna, directeur du théâtre Mogador, cherche une œuvre qui pourra renouveler le répertoire du théâtre. Il pense au film d'André Roussel et fait appel à Vincent Scotto, plus habitué à l'opérette marseillaise qu'au genre de l'opérette à grand spectacle qui était habituellement jouée à Mogador et au Châtelet. Lui-même, met la main à la pâte et coécrit le livret.
Pour la distribution, Henri Varna pense aussitôt à Marcel Merkes, qui venait de reprendre brillamment Rêve de Valse à Mogador avec Paulette Merval. Cependant, Henri Varna préfère une jeune artiste pour le rôle de Rosita : Linda Wals. L'opérette a tout de suite beaucoup de succès et se joue plusieurs saisons. Elle bénéficie de plusieurs reprises avec Marcel Merkes en 1952 et en 1962, toujours sans Paulette Merval. 
En 1981, le théâtre de la Porte-Saint-Martin et les productions Nick-Varlan propose une reprise pendant toute une saison de la célèbre opérette de Vincent Scotto.
En province, l'opérette est maintes fois reprise, avec cette fois-ci Paulette Merval, et est toujours à l'affiche de nombreux théâtres.

## Synopsis[1]
Acte I 
À Séville, en 1852, don Juan, un fils de bonne lignée, et Violetta, une ravissante vendeuse de violettes, sont tombés follement amoureux et projettent de se marier. Mais la mère de Juan, marquise d’Ascaniz, ne veut pas entendre parler de ce mariage qui serait à ses yeux une mésalliance. Elle vise un bon parti en la noble personne d’Eugénie de Montijo. Don Juan se soumet d’abord à la volonté tyrannique de sa mère. Le dimanche de Pâques, le nouveau couple s’affiche. Mais Violetta ne désarme pas et agresse celle qui est au bras de son fiancé. Eugénie comprend le désarroi de l’amoureuse et qu’elle va détruire une passion sincère. Elle s’oppose à son arrestation et lui pardonne. Violetta pour la remercie lui lit les lignes de la main et lui prédit qu’elle sera un jour impératrice. 
- air de Violetta : « C’est le châle qui fait l’Espagnole »
- air de don Juan : « Ce soir, mon amour, c’est pour toi que je chante »
- chœur des bateliers : « Guadalquivir, fleuve d’amour et de caresses »
- air de don Juan : « Il n’y a plus de Pyrénées pour revoir sa bien-aimée »
- air de Violetta : « Mon âme, ce soir, est en détresse : est-il fini mon beau rêve d’amour ? »
- air de don Juan : « Maman, si tu voyais son sourire, tu comprendrais mon délire »

Acte II
Deux ans plus tard, Eugénie est devenue épouse de Napoléon III et impératrice des Français. La petite marchande de violettes qu’elle n’a pas oubliée, a été nommée fleuriste en chef du Palais. Pendant ce temps, Juan s’est longuement absenté et, à son retour, il a le bonheur de retrouver Violetta. Cependant, Juan qui a trempé imprudemment dans une conjuration d’un mouvement libéral espagnol reçoit pour mission d’infléchir la politique de l’Empereur par l’intermédiaire de son épouse. C’est un échec. Les conjurés décident alors de se débarrasser du couple impérial en lançant une bombe sur son carrosse. Don Juan ne peut accepter cet assassinat et prie Violetta d’en avertir Eugénie. Mais la fleuriste, devant l’urgence de la situation, prend l’initiative de faire partir le carrosse en prenant la place de son amie. Blessée sérieusement dans l’attentat mais heureusement guérie, elle est anoblie. Rien n’empêche désormais les amoureux de convoler en justes noces. 
- air de Violetta : « Violette, petite fleur d’un jour, violette, richesse des faubourgs »
- quatuor avec Picadouros, Serafina, Estampillo et Loquita : « C’est un secret d’État, une affaire d’honneur »
- duo de Rosette et Loquito : « Tu veux un dandy, je serai dandy »   (« Je serai ton … »)
- air de Juan : « J’ose à peine, croyez-moi Madame, devant vous me présenter »
- air de Juan : « Tu peux croire à mon amour comme tu crois à la lumière »
- air de Violetta : « Qui veut mon bouquet de violettes ?  Mesdames, c’est un porte-bonheur ! »

## Fiche technique
Mogador 31 janvier 1948
- Don Juan : Marcel Merkes
- Violetta : Linda Walls
- Eugénie : Raymonde Allain
- Séraphina : Marcelle Ragon
- Rosette : Annie Alexander
- Picadouros : Fernand Gilbert
- Estampillo : Robert Allard
- Loquito : Pierjac

- Mise-en-scène: Henri Varna

Reprise le 28 juin 1952
- Don Juan : François Martel
- Violetta : Linda Walls
- Eugénie : Raymonde Allain
- Séraphina : Andrée Le Dantec
- Rosette : Annie Alexander
- Picadouros : Fernand Gilbert
- Estampillo : Robert Allard
- Loquito :Louis Viret

- Mise-en-scène: Henri Varna

Mogador 3 février 1961
- Don Juan : Marcel Merkes
- Violetta : Rosetta
- Eugénie : Raymonde Allain
- Séraphina: Simone Alex
- Rosette : Huguette Darlys
- Picadouros : Marcel Perchik
- Estampillo : Leo Smith
- Loquito : Benjamin Bouix

- Mise-en-scène: Henri Varna
- Direction musicale: Jacques Pastory

Porte-Saint-Martin octobre 1981
- Don Juan : Jean-Paul Caffi
- Violetta : Christine Moinet
- Séraphina : Arta Verlen
- Rosette : Carole Clin
- Picadouros : Luc Barney/Jacques Villa
- Loquito : Pierre Jacquemont

- Mise-en-scène: Pierre Chevalier
- Direction musicale: Paul Bonneau/Bruno Membrey

Théâtre de la Commanderie (Dole, Jura) Decembre 2017
- Don Juan: Juan Carlos Echeverry
- Violetta: Marion Baglan
- Eugénie: Léovanie Raud
- Séraphina: Annie Dacher
- Rosette: Marine André
- Estampillo: Pierre Sybil
- Loquito: Fabrice Lelièvre
- Mise en scène: Pierre Sybil
- Direction Musicale: Jean-Pierre Boutte

## Discographie
- Paulette Merval, Annie Dumas, Marcel Merkès, Perchik.

D.m.: Jacques Météhen
- Paulette Merval, Suzanne Baugé, Marcel Merkès, André Vylar

D.m.: Jacques Météhen
- Nicole Broissin, Freda Betti, Rosine Bredy, André Dassary, Serge Clin, Jean Raymond.

D.m.: Marcel Cariven